# Francisco de Murga
Francisco de Murga y Ortiz de Orué (Artómaña, 1570?- Cartagena de Indias, 1636) fue un militar e ingeniero español.
Fue gobernador y capitán general de Cartagena. Era gobernador de La Mamora, actual Marruecos, cuando fue designado para fortificar la plaza de Cartagena. Fue caballero de la Orden de Santiago.

## Gobernador de Cartagena
Murga fue gobernador de Cartagena desde 1629 hasta su muerte en 1636, en sustitución de García Girón de Loayza.

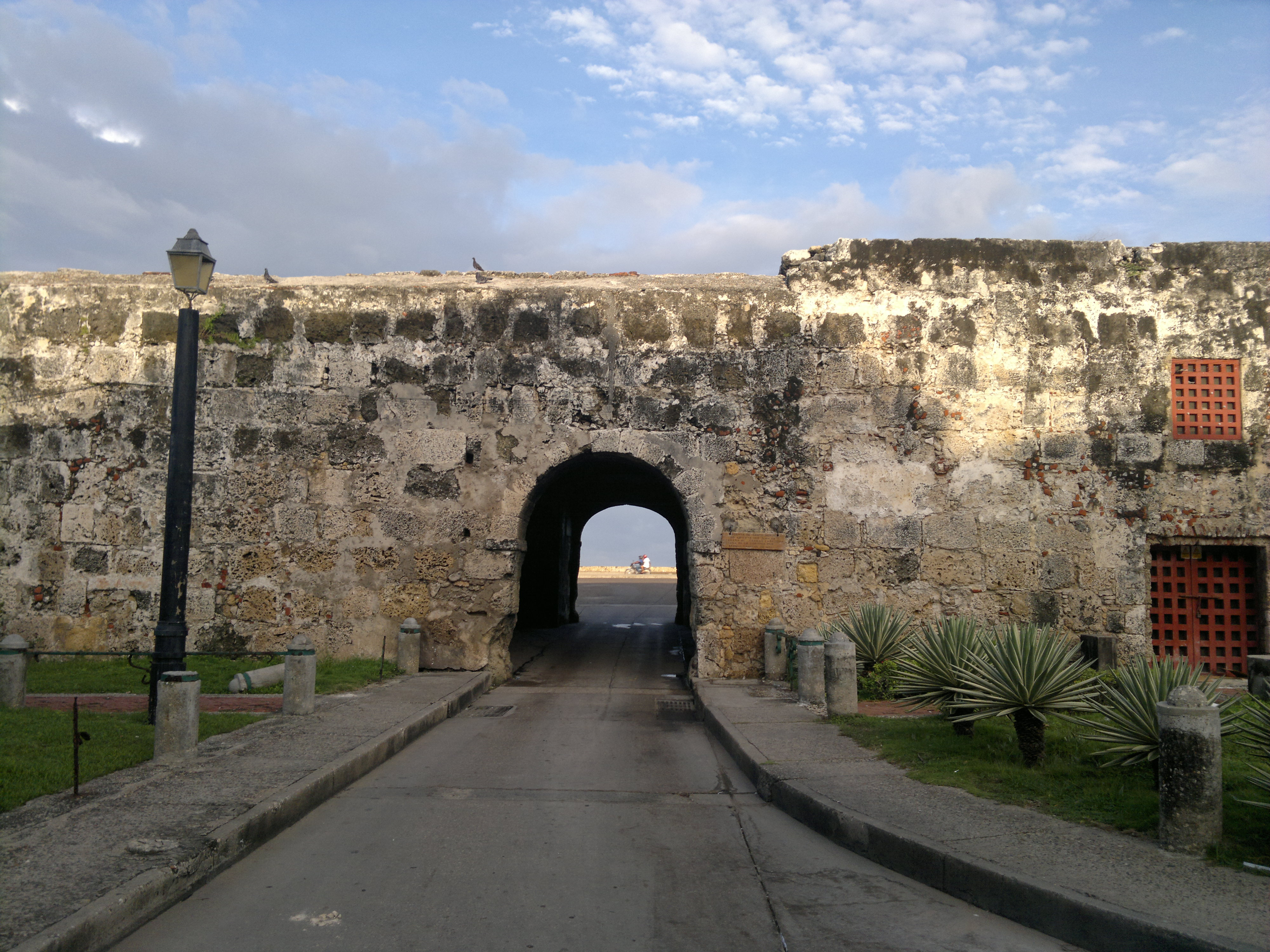
Antigua muralla de Cartagena de Indias

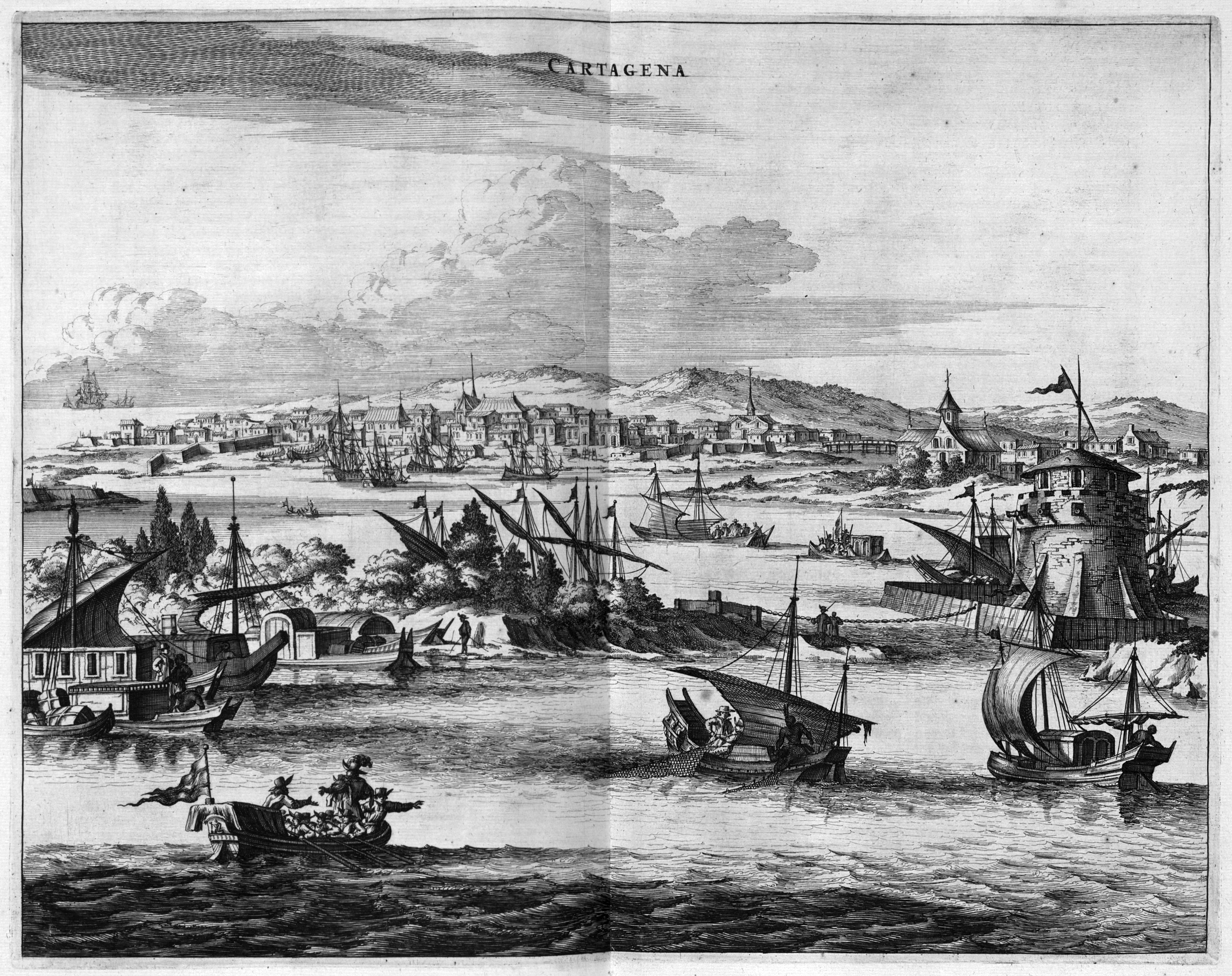
Cartagena, Colombia, ca. 1600

La ciudad estaba constantemente bajo la amenaza de los corsarios holandeses y, durante su mandato, Murga reforzó las fortificaciones orientales. Ignoró el trabajo y las opiniones del ingeniero italiano Cristóbal de Roda Antonelli, que llevaba muchos años trabajando en las fortificaciones. Con experiencia en Flandes, Murga quería aplicar los principios de fortificación que se habían desarrollado allí, incluyendo trincheras opuestas y revellines avanzados para dificultar el acercamiento del enemigo. En 1631 usó prisioneros de las colonias anglo-francesas de Nevis y Saint Kitts para fortificar el puente que conectaba la ciudad con el suburbio de Getsemaní, construyendo una puerta de entrada en forma de media luna. Esta estructura, con su inusual muro cóncavo en forma de media luna, hizo posible aislar instantáneamente la ciudad de cualquier acceso desde el continente.
Basado en su trabajo sobre las fortificaciones, que incluían rodear la ciudad con pesados muros cortina, Murga ha sido llamado maestro de obras de la ciudad amurallada de Cartagena, "Marqués de las Murallas".

### Isla de Providencia
La colonia de Isla Providencia fue establecida por los ingleses en 1630 en una isla llamada Santa Catalina por los españoles, ahora Isla de Providencia, al este de lo que ahora es Nicaragua. Un asentamiento puritano en el lugar, se convirtió en una base para los corsarios que atacaban la navegación española. Los españoles no supieron de la colonia hasta 1635, cuando capturaron a unos ingleses en Portobelo, en el Istmo de Panamá. Francisco de Murga envió al capitán Gregorio de Castellar y Mantilla y al ingeniero Juan de Somovilla Texada para destruir la colonia. La flota española ancló en las afueras de New Westminster en julio de 1635, y Castellar envió un mensajero para exigir la rendición de la isla de Providencia. El gobernador inglés de la isla Philip Bell se negó a entregarla. Los españoles lanzaron un ataque en un punto mal defendido, pero fueron repelidos por los disparos desde las alturas y se vieron obligados a retirarse "a toda prisa y en desorden". En octubre de 1635, Murga envió a Castellar y Somovilla a atacar la "Isla de Mosquitos" en la que se decía que más ingleses habían establecido una base, pero no pudieron localizar la isla.

### Problema de los cimarrones
Murga tuvo que lidiar con el problema de los negros cimarrones, esclavos fugitivos de África que habían establecido asentamientos independientes en la región de Cartagena, que habían estado asaltando y matando a indígenas y colonos españoles. Había al menos ocho palenques cimarrones en la región. En 1631 Murga envió una expedición contra un palenque junto al río Magdalena. Lo encontraron abandonado y lo quemaron. En 1633 Murga intentó negociaciones de paz con los Palenque de Limón. Cuando se rompieron las negociaciones, el 9 de diciembre de 1633, los soldados españoles atacaron el palenque, capturando a más de ochenta vecinos y después de un juicio ejecutando a trece, cuyos cuerpos fueron descuartizados y exhibidos públicamente. El testimonio de los cimarrones en su juicio quedó registrado en un dosier de 990 páginas enviado al rey Felipe IV de España, que es un valioso documento histórico.

### Peleas con la inquisición

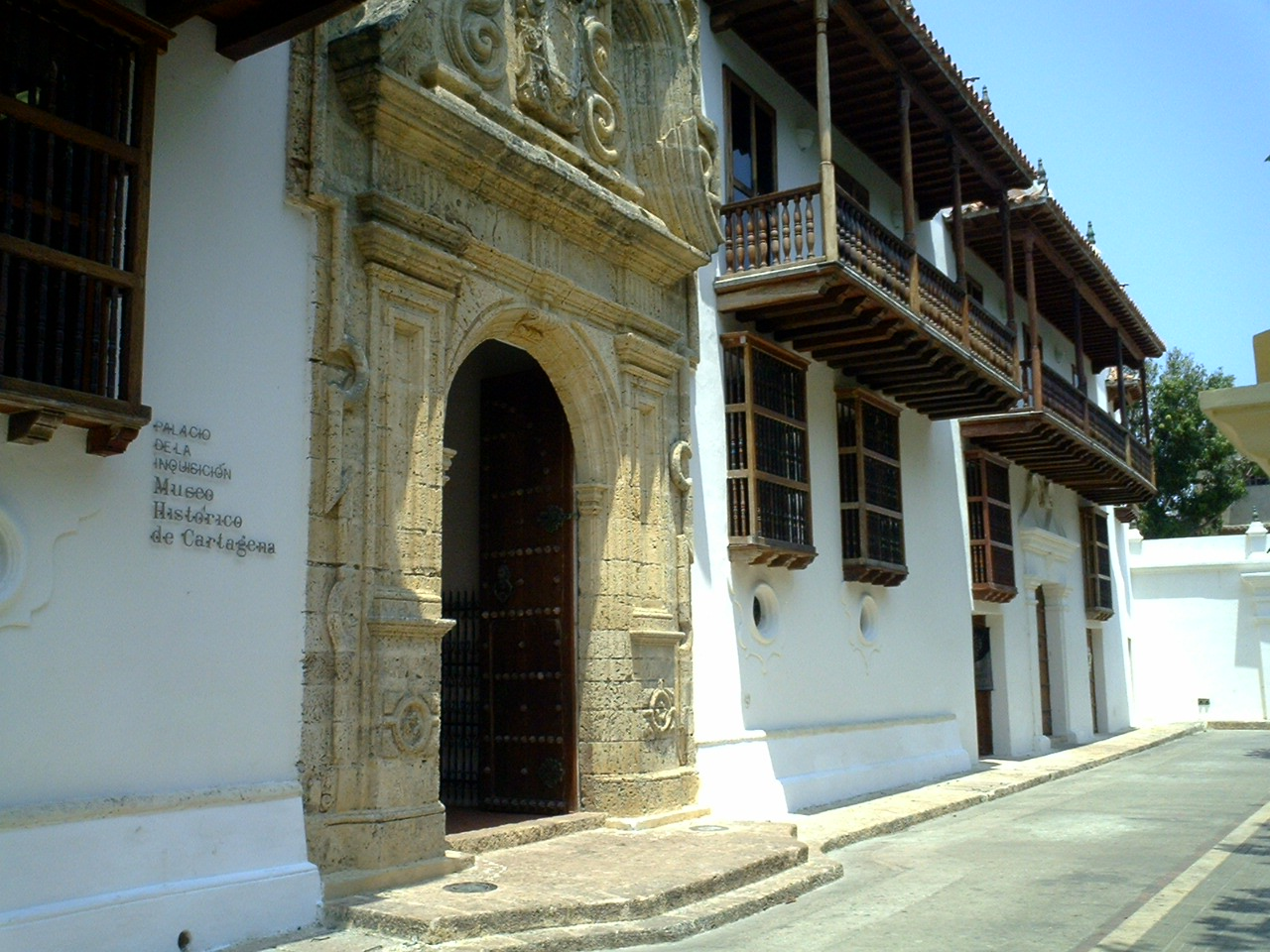
Palacio de la Inquisición en Cartagena de Indias

Como gobernador de Cartagena, Francisco de Murga estaba decidido a frenar el poder de los inquisidores. Fue ampliamente apoyado por la población, para quien la inquisición era profundamente impopular. Se vio envuelto en disputas particularmente amargas con el inquisidor Domingo Vélez de Asas y Argos. Fue descrito por los inquisidores en una carta del 12 de diciembre de 1632 como el hombre más peligroso de la tierra, acosándolos constantemente. Un día liberó a un negro que estaba siendo azotado por las calles por herejía. Los inquisidores lo excomulgaron por ello. Encarceló a los funcionarios enviados por la inquisición para notificarlo, reteniéndolos durante 24 horas.
Finalmente, Murga pidió la absolución, pero cuando esta le fue otorgada, de manera humillante, el Consejo de Indias se quejó formalmente al rey. Aunque se ordenó a Vélez y Argos que compareciera ante un cabildo en Madrid para responder a las acusaciones de Murga. El consejo dudó en tomar medidas drásticas por temor a que esto animara a otros gobernadores a restringir la autoridad de los inquisidores, impidiéndoles cumplir con su deber. La muerte de Murga ayudó a solucionar el problema, pero el consejo recomendó al rey que no permitiera a Vélez y Argos regresar a Cartagena, y el rey estuvo de acuerdo. Finalmente Domingo Asas y Argos fue trasladado al Tribunal de México, en abril de 1637.